# Romano Drom
Romano Drom est un groupe tzigane hongrois de musiques du monde. En romani, Romano Drom signifie la « route tzigane ».

## Histoire
Romano Drom se forme en 1999, et sort un premier album, Déta Dévla, cette même année.
En 2019, le groupe, pour fêter ses 20 ans d'existence, joue à la 25e World Music Expo jubilaire qui se tient en Finlande du 23 au 27 octobre. Le soir du 24 octobre, Romano Drom présente son concert aux professionnels de la musique et au public du monde entier dans le cadre du programme de vitrine OffWomex. En 2021, ils viennent jouer en Slovaquie aux côtés d'une chorale locale. En 2024, ils jouent aux côtés de Terne Čhave.

## Membres
- Antal Kovács (Anti) - chant, guitare
- József Balogh (Joco) - chant, guitare
- Zsigmond Rafael (Csika) - cruche en aluminium, contrebasse vocale, danse
- Robert Farkas (Harcsa) - violon, accordéon
- Maté Kovacs - percussions

## Discographie
- 1999 : Déta Dévla
- 1999 : Ando Foro
- 2003 : Romano Trip
- 2003 : Ande Lindri
- 2007 : Po Cheri